# Zion (Oklahoma)
Zion es un lugar designado por el censo ubicado en el condado de Adair en el estado estadounidense de Oklahoma. En el Censo de 2010 tenía una población de 41 habitantes y una densidad poblacional de 14,92 personas por km².

## Geografía
Zion se encuentra ubicado en las coordenadas 35°47′10″N 94°38′10″O / 35.78611, -94.63611. Según la Oficina del Censo de los Estados Unidos, Zion tiene una superficie total de 4.42 km², de la cual 4.41 km² corresponden a tierra firme y (0.23%) 0.01 km² es agua.

## Demografía
Según el censo de 2010, había 41 personas residiendo en Zion. La densidad de población era de 14,92 hab./km². De los 41 habitantes, Zion estaba compuesto por el 31.71% blancos, el 0% eran afroamericanos, el 58.54% eran amerindios, el 0% eran asiáticos, el 0% eran isleños del Pacífico, el 0% eran de otras razas y el 0% pertenecían a dos o más razas. Del total de la población el 9.76% eran hispanos o latinos de cualquier raza.